# Darren Caldeira
Darren Caldeira (sinh ngày 19 tháng 9 năm 1987) là một cầu thủ bóng đá người Ấn Độ thi đấu ở vị trí tiền vệ trung tâm cho Chennai City ở I-League.

## Sự nghiệp

### Sự nghiệp ban đầu
Sinh ra ở Mumbai, Maharashtra, Caldeira trải qua sự nghiệp trẻ với Mahindra United nơi anh giành 1 năm với câu lạc bộ tại La Liga Valencia CF trong chuyến thăm dài 1 năm và tập luyện với các cầu thủ U-18. Sau đó năm 2010, khi Mahindra United giải thể, Caldeira ký hợp đồng với Air India FC của I-League. Sau 2 mùa giải với Air India Caldeira ký hợp đồng với Mumbai.

### Bengaluru FC
Vào tháng 7 năm 2013, có thông báo rằng Caldeira đã ký hợp đồng với đội bóng mới lên hạng Bengaluru FC. Sau đó anh ra mắt cho đội bóng ngày 29 tháng 9 năm 2013 trước Rangdajied United F.C. anh đá chính cả trận và Bengaluru giành chiến thắng 3–0.
Anh được ký hợp đồng lần nữa bởi Bengaluru FC vào tháng 8 năm 2016 với bản hợp đồng 4 tháng, và được giải phóng khỏi câu lạc bộ vào tháng 11 năm 2016.

### Mumbai
Năm 2015, Caldeira ký hợp đồng với Mumbai F.C..

### Chennai City
Năm 2017, Caldeira được ký hợp đồng với đội bóng mới của I-League Chennai City F.C. và ra mắt cho câu lạc bộ từ ghế dự bị trong trận đầu tiên trước Minerva Punjab F.C.

## Thống kê sự nghiệp
Tính đến 31 tháng 5 năm 2016
| Câu lạc bộ          | Mùa giải            | Giải vô địch | Giải vô địch | Cúp Liên đoàn | Cúp Liên đoàn | Cúp Durand | Cúp Durand | AFC     | AFC       | Tổng    | Tổng      |
| Câu lạc bộ          | Mùa giải            | Số trận      | Bàn thắng    | Số trận       | Bàn thắng     | Số trận    | Bàn thắng  | Số trận | Bàn thắng | Số trận | Bàn thắng |
| ------------------- | ------------------- | ------------ | ------------ | ------------- | ------------- | ---------- | ---------- | ------- | --------- | ------- | --------- |
| Bengaluru FC        | 2013–14             | 15           | 0            | 1             | 0             | 0          | 0          | 0       | 0         | 16      | 0         |
| Bengaluru FC        | 2014–15             | 0            | 0            | 0             | 0             | 0          | 0          | 0       | 0         | 0       | 0         |
| Mumbai F.C.         | 2015–16             | 2            | 0            | 0             | 0             | 0          | 0          | 0       | 0         | 2       | 0         |
| Bengaluru FC        | 2016–17             | 0            | 0            | 0             | 0             | 0          | 0          | 0       | 0         | 0       | 0         |
| Tổng cộng sự nghiệp | Tổng cộng sự nghiệp | 17           | 0            | 1             | 0             | 0          | 0          | 0       | 0         | 18      | 0         |